# NCT 127
NCT 127（エヌシーティー・イチニナナ、朝: 엔시티 127）は、韓国のボーイズグループ・NCTの派生ユニット。SMエンタテインメント所属。

## 概要
NCTは「開放」と「拡張」をグループテーマとし、メンバーの入れ替えが自由で、活動グループ・メンバー数の制限がない、新たな概念を持つSMエンタテインメントのボーイズグループ。
NCT 127は、NCTの派生ユニットとして誕生したグループ。7人組としてデビューし、2017年に2人、2018年に1人のメンバーが新たに加入した。日本・韓国・中国・カナダ・アメリカと、多様な国籍で構成されている。
グループ名の数字「127」は、ソウルの経度「東経127度線」を意味しており「ソウルから全世界へ展開していく」という意味が込められている。日本では「イチニナナ」と読まれるが、ファンからは韓国語の読み方である「イリチル」の愛称で親しまれている。
マークとヘチャンは、NCTの派生ユニットの1つ・NCT DREAMと兼任している。また、ウィンウィンは、2019年よりWayVとして活動しており、NCT 127としては活動休止状態である。

## 来歴
2016年
- 7月2日、NCT 127のメンバーとして、テイル、テヨン、ユウタ、ジェヒョン、ウィンウィン、マークおよびヘチャンの7名を順に公開[6][7][8]。
- 7月7日、Mnet『M COUNTDOWN』を通じて、正式にデビュー[9]。
- 7月10日、デビューミニアルバム『NCT #127』をリリース[10]。
- 12月27日、4月にNCT Uとしてデビューしたドヨンと、SMルーキーズのジャニーが、グループに加入することが明らかになった[11]。30日には、ドヨン[12]、翌年1月4日には、ジャニーの予告映像が公開された[13]。

2017年
- 1月6日、ジャニーとドヨンを新規メンバーに加え、2ndミニアルバム『Limitless』をリリース[14]。
- 6月14日、3rdミニアルバム『Cherry Bomb』をリリースし、グループ初のショーケースを開催[15]。22日には、タイトル曲「Cherry Bomb」が、Mnet『M COUNTDOWN』で、デビュー後初の1位を獲得[16]。
- 11月4日、六本木・ニコファーレにてグループ初となる日本単独イベント「NCT 127 The Introduction "connect"」を開催。本公演中、2018年春に日本デビューと、グループ初のショーケースツアーの開催が発表された。また同日、韓国でリリースされた「Limitless」の日本語バージョンのミュージックビデオを公開[17]。
- 12月10日より、日本で初となるレギュラー番組『NCT 127 Road to Japan』が、AbemaTVにて配信された[18]。

2018年
- 3月13日、NCTのアルバム『NCT 2018 Empathy』より「TOUCH」をリリース[19]。
- 4月2日より、グループ初のショーケースツアー「NCT 127 JAPAN Showcase Tour "chain"」をスタート[20]。
- 5月23日、日本1stミニアルバム『Chain』をリリースし、日本デビュー[21]。また同日、お台場パレットプラザにてリリースイベントを開催[22]。本アルバムは、Billboard JAPAN「Top Albums Sales」で1位、オリコン週間アルバムランキングで2位を獲得[23][24]。
- 9月17日、1月にSMルーキーズとして公開されたジョンウが[25]、グループに加入することが明らかになった[26]。
- 10月12日、1stアルバム『Regular-Irregular』をリリースし、ジョンウが新メンバーとして加入[27]。本アルバムは、米ビルボード200で86位を記録[28]。
- 11月27日、リパッケージアルバム『Regulate』をリリース[29]。なお、ウィンウィンは、中国スケジュールのため、本アルバムの活動に参加していない[30]。

2019年
- 1月26日、全10カ国26都市37公演のコンサートツアー「NCT 127 WORLD TOUR 'NEO CITY : The Origin'」を開催[31]。2月からは、グループ初の日本ツアー「NCT 127 1ST TOUR 'NEO CITY : JAPAN - The Origin'」をスタート[32][33]。なお、ヘチャンは、怪我のため不参加[34]。
- 4月5日、ユニバーサルミュージック傘下のキャピトル・ミュージック・グループと契約を締結したことが発表された[35]。
- 4月17日、日本1stアルバム『Awaken』をリリース[36]。同月2日には、六本木ヒルズアリーナにてリリースイベントが開催された[37]。
- 5月24日、4thミニアルバム『We Are Superhuman』をリリース[38]。本アルバムは、米ビルボード200で11位にランクインした[39]。
- 6月9日より、dTVで冠番組『NCT 127 おしえてJAPAN!』が配信された[40]。8月25日には、第2弾『NCT 127 おしえてJAPAN! Lesson2』が配信された[41]。
- 7月19日、デジタルシングル「Highway to Heaven (English Ver.)」をリリース[42]。
- 10月18日、クリエイティヴ・アーティスツ・エージェンシーと、海外活動におけるエージェント契約を締結した[43]。
- 10月4日、テヨンとマークが、SuperMとしてデビュー[44]。
- 11月28日、アメリカ最大の感謝祭イベント「メイシーズ・サンクスギヴィング・デイ・パレード」に参加。K-POPアーティスト初となる参加となった[45]。
- 12月18日より、4都市8公演の日本アリーナツアー「NCT 127 ARENA TOUR 'NEO CITY : JAPAN - The Origin'」が開催された[46]。

2020年
- 3月6日、2ndアルバム『Neo Zone』をリリース[47]。21日には、本アルバムが米ビルボード200で5位を記録[48]。
- 3月10日、ヒューストン・NRGスタジアムにて開催された「ロデオヒューストン」に出演。K-POPアーティスト初となる出演となった[49]。
- 5月17日、オンラインコンサート「Beyond the Origin」を開催。129の国と地域で計104,000人が視聴した[50]。
- 5月19日、2ndリパッケージアルバム『Neo Zone: The Final Round』をリリース[51]。

2021年
- 2月17日、日本2ndミニアルバム『LOVEHOLIC』をリリース。本アルバムは、オリコン週間アルバムランキング・オリコン月間アルバムランキングで1位を記録[52][53]。
- 6月4日、Amoeba Cultureの「Save」プロジェクトに参加し、デジタルシングル「Save」を公開[54]。
- 9月17日、3rdアルバム『Sticker』をリリース[55]。本アルバムは、米ビルボード200にて3位を記録した[56]。10月25日には、本アルバムのリパッケージアルバム『Favorite』をリリース[57]。
- 10月29日、YouTubeにて『Analog Trip NCT 127: ESCAPE FROM MAGIC ISLAND』が配信された。
- 11月3日、NEXON Koreaのレースゲーム・KARTRIDERとのコラボレーションで、デジタルシングル「Freeze」をリリース[58]。
- 12月17日より、世界11カ国17都市を巡る2度目のワールドツアー「NCT 127 2ND TOUR NEO CITY : THE LINK」をスタート[59]。

2022年
- 1月23日、ソウル歌謡大賞にて、EXO・BTSらが2013年から4年連続で受賞していた「大賞」を受賞した[60]。
- 5月から7月上旬まで、東京ドーム・ナゴヤドーム・京セラドームにて「NCT 127 2ND TOUR 'NEO CITY : JAPAN - THE LINK'」の東名阪ドームツアーを開催[61]。
- 9月16日、4thアルバム『2 Baddies』をリリース[62]。
- 10月22日・23日、ソウルスペシャル公演「NCT 127 2ND TOUR 'NEO CITY : SEOUL - THE LINK +'」をソウルオリンピック主競技場にて開催[63]。

2023年
- 1月30日、リパッケージアルバム『Ay-Yo』をリリース[64]。
- 4月24日、デジタルシングル「Sunny Road」をリリース。本楽曲は、テレビ東京系にて放送されたドラマ『クールドジ男子』エンディングテーマに起用された[65]。
- 8月30日より、Disney+のドキュメンタリー『NCT 127: THE LOST BOYS』が公開された[66]。
- 9月12日、ファンコミュニティプラットフォーム「Weverse」に参加[67]。
- 10月6日、5thアルバム『Fact Check』をリリース[68]。
- 11月17日より、3度目のワールドツアー「NCT 127 3RD TOUR 'NEO CITY : THE UNITY'」をスタート[69]、
- 12月22日、スペシャルシングル「Be There For Me」をリリース[70]。

2024年
- 1月より、東京ドーム・ナゴヤドーム・京セラドームにて「NCT 127 3RD TOUR 'NEO CITY : JAPAN - THE UNITY'」の東名阪ドームツアーを開催し、計26万人を動員した[69]。
- 4月15日より、テヨンが大韓民国海軍に現役入隊し、海軍軍楽隊で服務[71]。
- 5月23日、デジタルシングル「Colors」をリリース[72]。
- 7月15日、6thアルバム『WALK』をリリース[73]。
- 8月28日、テイルが性犯罪関連の刑事事件で訴えられたことにより、グループを脱退することが発表された[74]。
- 11月4日より、ジェヒョンが大韓民国陸軍に現役入隊し、陸軍軍楽隊で服務[75]。

2025年
- 1月18日より、4度目のワールドツアー「NCT 127 4TH TOUR 'NEO CITY - THE MOMENTUM'」をスタート[76]。
- 2月14日、SM創立30周年記念アルバム『2025 SMTOWN : THE CULTURE, THE FUTURE』に参加。ヒョン・ジニョン「You In Vague Memory」をカバーしたほか、ドヨン・マーク・ヘチャンは、タイトル曲「Thank You」を歌唱した[77]。

## メンバー

### 現メンバー
| 画像                 | 名前                     | 本名             | 本名          | 本名         | 本名          | 生年月日               | 血液型 | 出生地                         | 出身地                                          | 本貫     | ポジション                             |
| 画像                 | 名前                     | 仮名             | ハングル      | 漢字         | 英字          | 生年月日               | 血液型 | 出生地                         | 出身地                                          | 本貫     | ポジション                             |
| -------------------- | ------------------------ | ---------------- | ------------- | ------------ | ------------- | ---------------------- | ------ | ------------------------------ | ----------------------------------------------- | -------- | -------------------------------------- |
|                      | ジャニー JOHNNY 쟈니     | ソ・ヨンホ       | 서영호        | 徐煐浩       | Suh Youngho   | 1995年2月9日（30歳）   | B型    | -                              | アメリカ イリノイ州 クック郡シカゴ              | 達城徐氏 | リードラッパー サブボーカル            |
| ジョン・ジュン・スー | ジャニー JOHNNY 쟈니     | 존 전 서         | -             | John Jun Suh |               | 1995年2月9日（30歳）   | B型    | -                              | アメリカ イリノイ州 クック郡シカゴ              | 達城徐氏 | リードラッパー サブボーカル            |
|                      | テヨン TAEYONG 태용      | イ・テヨン       | 이태용        | 李泰容       | Lee Taeyong   | 1995年7月1日（30歳）   | O型    | -                              | 韓国 ソウル特別市 冠岳区新林洞                  | 新平李氏 | リーダー メインラッパー メインダンサー |
|                      | ユウタ YUTA 유타         | なかもと ゆうた  | 나카모토 유타 | 中本 悠太    | Nakamoto Yuta | 1995年10月26日（29歳） | A型    | -                              | 日本 大阪府門真市                               | -        | リードダンサー サブボーカル            |
|                      | ドヨン DOYOUNG 도영      | キム・ドンヨン   | 김동영        | 金東營       | Kim Dongyoung | 1996年2月1日（29歳）   | B型    | 韓国 京畿道安山市              | 韓国 京畿道九里市 土坪洞                        | 金海金氏 | メインボーカル                         |
|                      | ジェヒョン JAEHYUN 재현  | チョン・ユンオ   | 정윤오        | 鄭閏伍       | Jeong Yuno    | 1997年2月14日（28歳）  | A型    | 韓国 ソウル特別市 江南区驛三洞 | 韓国 ソウル特別市 瑞草区蚕院洞                  | 東萊鄭氏 | メインボーカル リードラッパー          |
|                      | ウィンウィン WINWIN 윈윈 | ドン・スーチョン | 동스청 동사성 | 董思成       | Dong Sicheng  | 1997年10月28日（27歳） | B型    | -                              | 中国 浙江省温州市                               | -        | リードダンサー サブボーカル            |
|                      | ジョンウ JUNGWOO 정우    | キム・ジョンウ   | 김정우        | 金廷祐       | Kim Jungwoo   | 1998年2月19日（27歳）  | AB型   | 韓国 京畿道軍浦市 山本洞       | 韓国 京畿道金浦市                               | 金海金氏 | リードボーカル リードダンサー          |
|                      | マーク MARK 마크         | マーク・リー     | 마크 리       | 马克李       | Mark Lee      | 1999年8月2日（26歳）   | A型    | カナダ オンタリオ州 トロント   | カナダ ブリティッシュ コロンビア州 バンクーバー | 全州李氏 | メインラッパー メインダンサー          |
| イ・ミンヒョン       | マーク MARK 마크         | 이 민형          | 李敏亨        | Lee Minhyung |               | 1999年8月2日（26歳）   | A型    | カナダ オンタリオ州 トロント   | カナダ ブリティッシュ コロンビア州 バンクーバー | 全州李氏 | メインラッパー メインダンサー          |
|                      | ヘチャン HAECHAN 해찬    | イ・ドンヒョク   | 이동혁        | 李東赫       | Lee Donghyuck | 2000年6月6日（25歳）   | AB型   | 韓国 ソウル特別市              | 韓国 済州特別自治道                             | 星山李氏 | メインボーカル                         |

### 旧メンバー
| 画像 | 名前              | 本名         | 本名     | 本名   | 本名       | 生年月日              | 血液型 | 出身地                           | 本貫     | ポジション     | 活動期間              |
| 画像 | 名前              | 仮名         | ハングル | 漢字   | ローマ字   | 生年月日              | 血液型 | 出身地                           | 本貫     | ポジション     | 活動期間              |
| ---- | ----------------- | ------------ | -------- | ------ | ---------- | --------------------- | ------ | -------------------------------- | -------- | -------------- | --------------------- |
|      | テイル TAEIL 태일 | ムン・テイル | 문태일   | 文泰一 | Moon Taeil | 1994年6月14日（31歳） | O型    | 韓国 ソウル特別市 東大門区長安洞 | 南平文氏 | メインボーカル | 2016年4月 - 2024年8月 |

## 出演

### テレビ番組

#### 日本
| 年     | 放送日   | 番組名                   | 放送局     | 備考            | 出典   |
| ------ | -------- | ------------------------ | ---------- | --------------- | ------ |
| 2020年 | 11月23日 | Power of K SOUL LIVE     | KNTV       |                 | [ 78 ] |
| 2021年 | 2月15日  | CDTVライブ!ライブ!       | TBS        | 「gimme gimme」 | [ 79 ] |
| 2021年 | 3月19日  | ミュージックステーション | テレビ朝日 | 「gimme gimme」 | [ 80 ] |
| 2021年 | 10月12日 | スッキリ                 | 日本テレビ | 「Sticker」     | [ 81 ] |
| 2021年 | 10月23日 | シブヤノオト             | NHK総合    | 「Sticker」     | [ 82 ] |
| 2023年 | 2月25日  | Venue101                 | NHK総合    | 「Ay-Yo」       | [ 83 ] |
| 2023年 | 10月28日 | Venue101                 | NHK総合    | 「Fact Check」  | [ 84 ] |

#### アメリカ
| 年     | 放送日   | 番組名                                   | 放送局   | 出典   |
| ------ | -------- | ---------------------------------------- | -------- | ------ |
| 2019年 | 4月18日  | グッド・モーニング・アメリカ             | ABC      | [ 85 ] |
| 2019年 | 4月23日  | Good Day New York                        | WNYW     | [ 86 ] |
| 2019年 | 5月14日  | レイト×2ショー with ジェームズ・コーデン | CBS      | [ 87 ] |
| 2019年 | 5月15日  | KTLA 5 Morning News                      | KTLA     |        |
| 2019年 | 11月29日 | トゥデイ                                 | NBC      | [ 88 ] |
| 2021年 | 9月17日  | レイト×2ショー with ジェームズ・コーデン | アメリカ | [ 89 ] |
| 2021年 | 11月18日 | ケリー・クラークソンショー               | NBC      | [ 90 ] |
| 2022年 | 10月10日 | グッド・モーニング・アメリカ             | ABC      | [ 91 ] |
| 2022年 | 10月11日 | ジェニファー・ハドソンショー             | FOX TV   | [ 92 ] |
| 2022年 | 12月31日 | New Year's Eve Live                      | CNN      | [ 93 ] |

### ネット配信
- 『NCT 127 Road to Japan』- AbemaTV（2017年 - 2018年、全11回）[18]
- 『NCT 127 おしえてJAPAN!』- dTV（2019年6月9日 - 7月14日）[40]
- 『NCT 127 おしえてJAPAN! Lesson2』- dTV（2019年8月25日 - 9月29日）[41]
- 『Analog Trip NCT 127: ESCAPE FROM MAGIC ISLAND』- YouTube Originals（2021年10月29日 - 2021年12月17日）[94]
- 『NCT 127: THE LOST BOYS』- Disney+（2023年8月30日 - 9月6日、全4回）

### ラジオ
- 『NCT 127 ユウタのYUTA at Home』- InterFM897（2020年12月4日 - 、ユウタ）[95]

### 広告

#### 広告
| 年     | メーカー              | 部門                               | 備考                               | 参考    |
| ------ | --------------------- | ---------------------------------- | ---------------------------------- | ------- |
| 2016年 | コカ・コーラ          | 飲料                               | 韓国                               | [ 96 ]  |
| 2016年 | Design United         | 衣料品                             | 韓国                               | [ 97 ]  |
| 2017年 | SUPER COMMAB          | 衣料品                             | 韓国                               | [ 98 ]  |
| 2018年 | NBA style             | 衣料品                             | 韓国                               | [ 99 ]  |
| 2018年 | ASTELL & ASPR         | アステル&アスパイア                | 韓国                               | [ 100 ] |
| 2019年 | Jenim Sports          | 衣料品                             | タイ                               |         |
| 2020年 | Nü Green Tea          | 飲料                               | インドネシア                       | [ 101 ] |
| 2020年 | Nature Republic       | 化粧品                             | 韓国                               | [ 102 ] |
| 2021年 | TEDDY ISLAND×SLOWACID | 衣料品                             | 韓国                               | [ 103 ] |
| 2021年 | サムスン電子          | 電子製品                           | 韓国                               | [ 104 ] |
| 2022年 | ZOZOTOWN              | 衣料品                             | 日本コラボレーション               | [ 105 ] |
| 2022年 | プーマ                | スポーツ用品                       | アジア太平洋グローバルアンバサダー | [ 106 ] |
| 2022年 | Blibli                | ネット通販                         | インドネシア                       |         |
| 2022年 | Click                 | 歯磨き粉                           | インドネシア                       |         |
| 2022年 | モーリーファンタジー  | アミューズメント施設               | 日本コラボレーション               | [ 107 ] |
| 2022年 | BANDAI SPIRITS        | キャラクターグッズ                 | 日本コラボレーション               |         |
| 2023年 | Roblox                | オンラインゲーミングプラットホーム | 韓国                               | [ 108 ] |
| 2023年 | SHIBUYA109            | ファッションビル                   | キャンペーンモデル                 | [ 109 ] |
| 2023年 | 大塚製薬              | 食品                               | 「ボディメンテ」                   | [ 110 ] |

#### 広報大使
- 第8代韓国ガールスカウト広報大使（2017年）[111]
- Mクリーンキャンペーン広報大使（2018年）- ジャニー・ドヨン[112]
- モスクワ韓流博覧会広報大使（2018年）[113]
- 江南観光広報大使（2019年）[114]

### 書籍
- 『안녕! #서울（アンニョン! ソウル）』（2019年）- 写真集[115]
- 『SELFIE BOOK : NCT 127』（2020年）- リアリティ番組のミニ写真集[116]
- 『NCT 127, AND CITY OF ANGEL』（2021年）- 写真集
- 『BLUE TO ORANGE : House of Love』（2023年）- 写真集
- 『NCT 127 : Limitless』（2023年）- グラフィックノベル

## 公演

### 参加公演
| 開催日 | 開催日         | イベント名                                                           | 開催地                       | 脚注             |
| ------ | -------------- | -------------------------------------------------------------------- | ---------------------------- | ---------------- |
| 2016年 | 7月16日・17日  | SMTOWN Live World Tour V in Japan                                    | 日本（大阪）                 | [ 117 ]          |
| 2016年 | 7月25日        | ショー!K-POPの中心 in 蔚山                                           | 韓国（蔚山広域市）           | [ 118 ]          |
| 2016年 | 8月13日・14日  | SMTOWN Live World Tour V in Japan                                    | 日本（東京）                 | [ 119 ]          |
| 2016年 | 9月7日         | 平昌冬季オリンピック成功祈願コンサート「力強い喊声」                 | 韓国（ソウル）               | [ 120 ]          |
| 2016年 | 9月10日        | スターフィールド河南ミニライブ                                       | 韓国（河南市）               |                  |
| 2016年 | 9月24日        | 2016 グリーンリボンマラソン大会＆希望コンサート                      | 韓国（ソウル）               | [ 121 ]          |
| 2016年 | 10月1日        | KNTV 20th & DATV 7th Anniversary Live 2016                           | 日本（神奈川）               | [ 122 ]          |
| 2016年 | 10月3日        | デザイン・ユナイテッド NCT 127 ファンサイン会                        | 韓国（ソウル）               | [ 123 ]          |
| 2016年 | 10月6日        | 2016ソウル国際ミュージックフェア「AMNビッグコンサート」              | 韓国（ソウル）               | [ 124 ]          |
| 2016年 | 10月8日        | 2016 コリアドラマアワード 韓流K-POPコンサート                        | 韓国（晋州市）               | [ 125 ]          |
| 2016年 | 10月9日        | 2016 アジア・ソング・フェスティバル                                  | 韓国（釜山）                 | [ 126 ]          |
| 2016年 | 10月14日       | KFM K-POPコンサート                                                  | 韓国（水原市）               | [ 127 ]          |
| 2016年 | 10月15日       | 開校95周年記念 京福高校家族体育大会                                  | 韓国（ソウル）               |                  |
| 2016年 | 10月16日       | 2016 K-コンテンツフェア                                              | 韓国（ソウル）               | [ 128 ]          |
| 2016年 | 10月22日       | LOTTE DUTY FREE FAMILY FESTIVAL 2016                                 | 韓国（ソウル）               | [ 129 ]          |
| 2016年 | 10月27日       | 2016大韓民国大衆文化芸術賞授賞式                                     | 韓国（ソウル）               | [ 130 ]          |
| 2016年 | 11月16日       | Asia Artist Awards                                                   | 韓国（ソウル）               | [ 131 ]          |
| 2016年 | 11月27日       | 2016 スーパーソウルドリームコンサート                                | 韓国（ソウル）               | [ 132 ]          |
| 2016年 | 12月2日        | 2016 Mnet Asian Music Awards                                         | 香港                         | [ 133 ]          |
| 2016年 | 12月23日       | 新村クリスマスストリートフェスティバル                               | 韓国（ソウル）               |                  |
| 2016年 | 12月26日       | SBS歌謡大祭典                                                        | 韓国（ソウル）               |                  |
| 2017年 | 1月14日        | 第31回ゴールデンディスクアワード                                     | 韓国                         | [ 134 ]          |
| 2017年 | 1月17日        | V LIVE YEAR END PARTY 2016                                           | ベトナム（ホーチミン）       | [ 135 ]          |
| 2017年 | 1月19日        | 第26回ソウル歌謡大賞                                                 | 韓国（ソウル）               | [ 136 ]          |
| 2017年 | 2月12日        | さっぽろ雪まつり 2017 9th K-POP FESTIVAL                             | 日本（北海道）               | [ 137 ]          |
| 2017年 | 2月22日        | 第6回ガオンチャートミュージックアワード                              | 韓国（ソウル）               | [ 138 ]          |
| 2017年 | 2月28日        | 第23回大韓民国芸能芸術賞授賞式                                       | 韓国（ソウル）               | [ 139 ]          |
| 2017年 | 3月17日        | KCON 2017 Mexico                                                     | メキシコ（メキシコシティ）   |                  |
| 2017年 | 4月1日         | 韓国・ベトナム国交正常化25周年記念チャリティー公演「同行コンサート」 | ベトナム（ハノイ）           | [ 140 ]          |
| 2017年 | 4月8日         | V Chart Awards                                                       | 澳門                         |                  |
| 2017年 | 4月29日        | Korea Times Music Festival in LA                                     | アメリカ（ロサンゼルス）     | [ 141 ]          |
| 2017年 | 5月6日         | KPOP festival 2017 in Myanmar                                        | ミャンマー（ヤンゴン）       |                  |
| 2017年 | 5月27日        | スペクトラムダンスミュージックフェスティバル                         | 韓国（ソウル）               | [ 142 ]          |
| 2017年 | 6月3日         | 2017 ドリームコンサート                                              | 韓国（ソウル）               | [ 143 ]          |
| 2017年 | 6月23日        | 「NCT＃127 CHERRY BOMB」カムバックショーケース                       | 韓国（ソウル）               | [ 144 ]          |
| 2017年 | 6月24日        | KCON 2017 NY                                                         | アメリカ（ニューアーク）     | [ 145 ]          |
| 2017年 | 6月25日        | Today at Apple                                                       | アメリカ（ニューヨーク）     | [ 146 ]          |
| 2017年 | 8月5日         | SMTOWN SPECIAL STAGE in Hong Kong                                    | 香港                         | [ 147 ]          |
| 2017年 | 7月8日         | SMTOWN LIVE 2017                                                     | 韓国（ソウル）               | [ 148 ]          |
| 2017年 | 7月15日・16日  | SMTOWN Live World Tour Ⅵ in Japan                                    | 日本（大阪）                 | [ 149 ]          |
| 2017年 | 7月27日・28日  | SMTOWN Live World Tour Ⅵ in Japan                                    | 日本（東京）                 | [ 149 ]          |
| 2017年 | 8月5日         | SMTOWN SPECIAL STAGE in Hong Kong                                    | 中国（香港）                 | [ 150 ]          |
| 2017年 | 8月9日         | Spotify ON STAGE                                                     | インドネシア（ジャカルタ）   | [ 151 ]          |
| 2017年 | 8月20日        | KCON 2017 LA                                                         | アメリカ（ロサンゼルス）     | [ 152 ]          |
| 2017年 | 8月26日        | a-nation 2017                                                        | 日本（東京）                 | [ 153 ]          |
| 2017年 | 9月2日         | ミュージック・バンク IN JAKARTA                                      | インドネシア（ジャカルタ）   | [ 154 ]          |
| 2017年 | 9月3日         | 2017仁川国際空港スカイフェスティバル                                 | 韓国（仁川）                 | [ 155 ]          |
| 2017年 | 9月15日        | 第26回 LOTTE DUTY FREE FAMILY FESTIVAL                               | 韓国（ソウル）               | [ 156 ]          |
| 2017年 | 9月20日        | 2017 Soribada Best K-Music Award                                     | 韓国（ソウル）               | [ 157 ]          |
| 2017年 | 9月24日        | 10th Anniversary KMF2017                                             | 日本（神奈川）               | [ 158 ]          |
| 2017年 | 9月29日        | 2017 K-POP WORLD FESTIVAL in 昌原                                    | 韓国（昌原市）               | [ 159 ]          |
| 2017年 | 10月1日        | 2017 Korea Music Festival                                            | 韓国（ソウル）               | [ 160 ]          |
| 2017年 | 10月21日       | 2018S/Sヘラソウルファッションウィーク                                | 韓国（ソウル）               | [ 161 ]          |
| 2017年 | 10月22日       | 釜山ワンアジアフェスティバル                                         | 韓国（釜山）                 | [ 162 ]          |
| 2017年 | 10月28日       | K-Pop Republic 2                                                     | フィリピン（マニラ）         | [ 163 ]          |
| 2017年 | 11月1日        | 平昌オリンピック G-100 K-POPコンサート                               | 韓国（ソウル）               | [ 164 ]          |
| 2017年 | 11月11日       | K-STARライブパワーミュージック                                       | 韓国（華城市）               | [ 165 ]          |
| 2017年 | 11月28日       | 第25回大韓民国文化芸能大賞                                           | 韓国（ソウル）               | [ 166 ]          |
| 2017年 | 12月1日        | 2017 MAMA in Hong Kong                                               | 香港                         | [ 167 ]          |
| 2017年 | 12月5日        | 毎経ベトナムフォーラム                                               | ベトナム（ハノイ）           | [ 168 ]          |
| 2017年 | 12月25日       | SBS歌謡大祭典                                                        | 韓国（ソウル）               | [ 169 ]          |
| 2017年 | 12月31日       | MBC歌謡大祭典                                                        | 韓国（ソウル）               |                  |
| 2018年 | 1月25日        | 第27回ソウル歌謡大賞                                                 | 韓国（ソウル）               | [ 170 ]          |
| 2018年 | 2月12日        | 平昌オリンピック ヘッドライナーショー                                | 韓国（江原道平昌）           | [ 171 ]          |
| 2018年 | 2月15日        | 2018超級巨星紅白藝能大賞                                             | 台湾（台北）                 | [ 172 ]          |
| 2018年 | 2月25日        | 第24回大韓民国芸能芸術賞授賞式                                       | 韓国                         | [ 173 ]          |
| 2018年 | 4月6日         | SMTOWN LIVE WORLD TOUR VI in DUBAI                                   | ドバイ                       | [ 174 ]          |
| 2018年 | 4月12日        | 2018モスクワ韓流博覧会 広報大使委嘱式                                | 韓国（ソウル）               | [ 175 ]          |
| 2018年 | 5月14日        | 2018モスクワ韓流博覧会（KBEE2018 Moscow）                            | ロシア（モスクワ）           | [ 176 ]          |
| 2018年 | 5月19日        | 第24回 愛する大韓民国2018 ドリームコンサート                         | 韓国（ソウル）               | [ 177 ]          |
| 2018年 | 5月23日        | 日本デビューミニアルバム「Chain」リリースイベント                    | 日本（東京）                 | [ 178 ]          |
| 2018年 | 6月24日        | KCON 2018 New Jersey                                                 | アメリカ（ニューアーク）     | [ 179 ]          |
| 2018年 | 6月28日        | 第5回中韓経営大賞                                                    | 韓国（ソウル）               | [ 180 ]          |
| 2018年 | 7月14日        | NBAブザービートフェスティバル2018                                    | 韓国（ソウル）               | [ 181 ]          |
| 2018年 | 7月23日        | 2018蔚山サマーフェスティバル                                         | 韓国（蔚山広域市）           | [ 182 ]          |
| 2018年 | 7月28日 - 30日 | SMTOWN LIVE 2018 IN OSAKA                                            | 日本（大阪）                 | [ 183 ]          |
| 2018年 | 8月2日         | 2018 KOREA MUSIC FESTIVAL                                            | 韓国（ソウル）               | [ 184 ]          |
| 2018年 | 8月19日        | a-nation 2018                                                        | 日本（大阪）                 | [ 185 ]          |
| 2018年 | 8月30日        | 2018 Soribada Best K-Music Award                                     | 韓国（ソウル）               | [ 186 ]          |
| 2018年 | 9月1日         | 2018 INKコンサート（仁川K-POPコンサート）                            | 韓国（仁川）                 | [ 187 ]          |
| 2018年 | 9月8日         | MBCコリアンミュージックウェーブ「DMCフェスティバル2018」             | 韓国（ソウル）               | [ 188 ]          |
| 2018年 | 9月9日         | Hallyu Pop Fest 2018                                                 | シンガポール                 | [ 189 ]          |
| 2018年 | 9月16日        | Rakuten GirlsAward 2018 AUTUMN/WINTER                                | 日本（東京）                 | [ 190 ]          |
| 2018年 | 9月21日        | パラダイスシティフェスティバル in 仁川                               | 韓国（仁川）                 | [ 191 ]          |
| 2018年 | 9月27日        | 2018コリアセールフェスタ                                             | 韓国（ソウル）               | [ 192 ]          |
| 2018年 | 10月8日        | ジミー・キンメル・ライブ!                                            | アメリカ（ロサンゼルス）     | [ 193 ]          |
| 2018年 | 10月9日        | アメリカン・ミュージック・アワード                                   | アメリカ（ロサンゼルス）     | [ 194 ]          |
| 2018年 | 10月14日       | SBSスーパーコンサート in 水原                                        | 韓国（水原市）               | [ 195 ]          |
| 2018年 | 10月20日       | 2018釜山ワンアジアフェスティバル開会式                               | 韓国（釜山）                 | [ 196 ]          |
| 2018年 | 10月27日       | MUSIC FES in 大妻祭                                                  | 日本（東京）                 | [ 197 ]          |
| 2018年 | 11月2日        | 希望BIGコンサート                                                    | 韓国（ソウル）               | [ 198 ]          |
| 2018年 | 11月4日        | ミッキーマウス誕生90周年記念コンサート                               | アメリカ（ロサンゼルス）     | [ 199 ]          |
| 2018年 | 11月16日       | アジア太平洋消化器病週間 2018 K-Pop Concert                          | 韓国                         |                  |
| 2018年 | 11月24日       | K-Concert IN MACAU                                                   | 澳門                         | [ 200 ]          |
| 2018年 | 12月9日        | MAYA INTERNATIONAL MUSIC FESTIVAL 2018                               | タイ（バンコク）             | [ 201 ]          |
| 2018年 | 12月14日       | 2018 MAMA in HONG KONG                                               | 香港                         |                  |
| 2018年 | 12月20日       | 2018大韓民国大衆音楽授賞式                                           | 韓国（ソウル）               | [ 202 ]          |
| 2018年 | 12月28日       | KBS歌謡祭                                                            | 韓国（ソウル）               | [ 203 ]          |
| 2019年 | 1月15日        | 第28回ソウル歌謡大賞                                                 | 韓国（ソウル）               | [ 204 ]          |
| 2019年 | 2月9日         | 平昌オリンピック一周年記念K-POPコンサート「アゲイン平昌」            | 韓国（江原道江陵市）         | [ 205 ]          |
| 2019年 | 1月18日・19日  | SMTOWN SPECIAL STAGE in SANTIAGO                                     | チリ（サンティアゴ）         | [ 206 ]          |
| 2019年 | 3月4日         | Power of K TOKYO LIVE                                                | 日本（東京）                 | [ 207 ]          |
| 2019年 | 3月22日        | 香港アジア・ポップミュージックフェスティバル 2019                    | 香港                         | [ 208 ]          |
| 2019年 | 4月2日         | NCT 127 Japan 1st Full Album「Awaken」リリース記念イベント           | 日本（東京）                 | [ 209 ]          |
| 2019年 | 5月16日        | 始球式 -ロサンゼルス・ドジャース対ミルウォーキー・ブルワーズ         | アメリカ（ロサンゼルス）     | [ 210 ]          |
| 2019年 | 5月31日        | Summer Kick Off Concert                                              | アメリカ（サンディエゴ）     | [ 211 ]          |
| 2019年 | 6月2日         | WAZZMATAZZ                                                           | アメリカ（サンフランシスコ） | [ 211 ]          |
| 2019年 | 6月9日         | K-pop World Music Festival 2019 IN MANILA                            | フィリピン（マニラ）         | [ 212 ]          |
| 2019年 | 6月20日        | Nine Entertain Awards 2019                                           | タイ（バンコク）             | [ 213 ]          |
| 2019年 | 7月24日        | 2019 K-FLOW2 CONCERT IN TAIWAN                                       | 台湾（桃園市）               | [ 214 ]          |
| 2019年 | 8月3日 - 5日   | SMTOWN LIVE 2019 IN TOKYO                                            | 日本（東京）                 | [ 215 ]          |
| 2019年 | 8月7日         | Capitol Congress 2019                                                | アメリカ（ロサンゼルス）     | [ 216 ]          |
| 2019年 | 8月16日        | Spotify on Stage in MIDNIGHT SONIC                                   | 日本（東京）                 | [ 217 ]          |
| 2019年 | 8月23日        | 2019 Soribada Best K-Music Award                                     | 韓国（ソウル）               | [ 218 ]          |
| 2019年 | 9月24日        | Indonesian Television Awards 2019                                    | インドネシア（ジャカルタ）   | [ 219 ]          |
| 2019年 | 9月28日        | 2019 Global Citizen Festival                                         | アメリカ（ニューヨーク）     | [ 220 ]          |
| 2019年 | 10月30日       | 2019大韓民国大衆文化芸術賞授賞式                                     | 韓国                         | [ 221 ]          |
| 2019年 | 11月3日        | 2019 MTV EMAs                                                        | スペイン（セビリア）         | [ 222 ]          |
| 2019年 | 11月9日        | KAMP Singapore in 2019 - K-POP MUSIC FESTIVAL                        | シンガポール                 | [ 223 ]          |
| 2019年 | 11月24日       | ASEAN FANTASIA                                                       | 韓国（昌原市）               | [ 224 ]          |
| 2019年 | 11月28日       | メイシーズ・サンクスギヴィング・デイ・パレード                       | アメリカ（ニューヨーク）     | [ 45 ]           |
| 2019年 | 12月5日        | POPTOPIA 2019                                                        | アメリカ（サンノゼ）         | [ 225 ]          |
| 2019年 | 12月7日        | B96 Pepsi Jingle Bash                                                | アメリカ（シカゴ）           | [ 225 ]          |
| 2019年 | 12月25日       | SBS歌謡大祭典                                                        | 韓国（ソウル）               | [ 226 ]          |
| 2019年 | 12月27日       | KBS歌謡祭                                                            | 韓国（ソウル）               | [ 227 ]          |
| 2019年 | 12月31日       | MBC歌謡大祭典                                                        | 韓国（ソウル）               | [ 228 ]          |
| 2020年 | 1月11日        | K-POP SUPER CONCERT IN HANOI                                         | ベトナム（ハノイ）           | [ 229 ]          |
| 2020年 | 3月8日         | SBS人気歌謡スーパーコンサート in 大邱                                | 韓国（大邱）                 | [ 230 ] [ 注 7 ] |
| 2020年 | 3月10日        | ロデオヒューストン2020                                               | アメリカ（ヒューストン）     | [ 49 ]           |
| 2020年 | 3月20日        | 2020 K-POP SUPER CONCERT in DUBAI                                    | ドバイ                       | [ 231 ] [ 注 7 ] |
| 2020年 | 5月6日         | 一緒にしよう 希望寄付 リレーキャンペーン                             | 韓国（ソウル）               | [ 232 ]          |
| 2020年 | 5月            | スポーツドクターズ リレー応援キャンペーン                            | 韓国（ソウル）               | [ 233 ]          |
| 2020年 | 8月26日        | 2020 ニューシス K-EXPO キャンプ イン コンサート授賞式                | 韓国（ソウル）               | [ 234 ]          |
| 2020年 | 9月28日        | ネイバーNOW PARTY B                                                  | 韓国（ソウル）               | [ 235 ]          |
| 2020年 | 11月27日       | SCTV Awards 2020                                                     | インドネシア                 | [ 236 ]          |
| 2020年 | 11月28日       | 2020 Asia Artist Awards                                              | 韓国（ソウル）               | [ 237 ]          |
| 2021年 | 1月1日         | SMTOWN LIVE "Culture Humanity"                                       | 韓国（ソウル）               | [ 238 ]          |
| 2021年 | 1月10日        | 第35回ゴールデンディスクアワード                                     | 韓国（高陽市）               | [ 239 ]          |
| 2021年 | 1月24日        | APAN MUSIC AWARDS                                                    | 韓国（ソウル）               | [ 240 ]          |
| 2021年 | 5月8日         | VAX LIVE                                                             | 韓国（ソウル）               | [ 241 ]          |
| 2021年 | 9月25日        | 第12回仁川K-POPコンサート                                            | 韓国（仁川）                 | [ 242 ]          |
| 2021年 | 10月10日       | オンタクト2021江南フェスティバル                                     | 韓国（ソウル）               | [ 243 ]          |
| 2021年 | 10月30日       | World is One 2021コンサート                                          | 韓国（ソウル）               | [ 244 ]          |
| 2021年 | 10月31日       | SBS人気歌謡スーパーコンサート in 大邱                                | 韓国（大邱）                 | [ 245 ]          |
| 2021年 | 11月9日        | LG U＋アイドルライブ                                                 | 韓国（ソウル）               | [ 246 ]          |
| 2021年 | 11月11日       | Shopee 11.11 Big Sale TV Show                                        | インドネシア                 |                  |
| 2021年 | 12月11日       | 2021 Mnet Asian Music Awards                                         | 韓国（ソウル）               | [ 247 ]          |
| 2021年 | 12月25日       | SBS歌謡大祭典                                                        | 韓国（仁川）                 | [ 248 ]          |
| 2021年 | 12月31日       | MBC歌謡大祭典                                                        | 韓国（ソウル）               | [ 249 ]          |
| 2022年 | 1月1日         | SMTOWN LIVE 2022 : SMCU EXPRESS＠KWANGYA                             | 韓国（ソウル）               | [ 250 ]          |
| 2022年 | 1月2日         | SCTV K-POP Super Concert 2022                                        | インドネシア                 |                  |
| 2022年 | 1月23日        | 第31回ソウル歌謡大賞                                                 | 韓国（ソウル）               | [ 60 ]           |
| 2022年 | 1月27日        | 第11回ガオンチャートミュージックアワード                             | 韓国（ソウル）               | [ 251 ]          |
| 2022年 | 7月24日        | BLIBLI PASTI MER11AH                                                 | インドネシア                 |                  |
| 2022年 | 8月20日        | SMTOWN LIVE 2022 : SMCU EXPRESS @HUMAN CITY_SUWON                    | 韓国（水原市）               | [ 252 ]          |
| 2022年 | 8月27日 - 29日 | SMTOWN LIVE 2022：SMCU EXPRESS＠TOKYO                                | 日本（東京）                 | [ 253 ]          |
| 2022年 | 12月16日       | KBS歌謡祭                                                            | 韓国（ソウル）               |                  |
| 2022年 | 12月24日       | SBS歌謡大祭典                                                        | 韓国（ソウル）               | [ 254 ]          |
| 2022年 | 12月31日       | MBC歌謡大祭典                                                        | 韓国（ソウル）               | [ 255 ]          |
| 2023年 | 5月26日        | M（a）Y Concert 2023 in Bangkok                                      | タイ（バンコク）             | [ 256 ]          |
| 2023年 | 9月23日        | SMTOWN LIVE 2023 SMCU PALACE @JAKARTA with KB Bank                   | インドネシア（ジャカルタ）   | [ 257 ]          |
| 2023年 | 10月21日       | 釜山ワンアジアフェスティバル                                         | 韓国（釜山）                 | [ 258 ]          |
| 2023年 | 12月15日       | KBS歌謡祭                                                            | 韓国（ソウル）               |                  |
| 2023年 | 12月25日       | SBS歌謡大祭典                                                        | 韓国（仁川）                 | [ 259 ]          |
| 2023年 | 12月31日       | MBC歌謡大祭典                                                        | 韓国（ソウル）               | [ 260 ]          |
| 2024年 | 2月21日・22日  | SMTOWN LIVE 2024 SMCU PALACE @TOKYO                                  | 日本（東京）                 | [ 261 ]          |
| 2024年 | 7月21日        | SBS歌謡大典 Summer                                                   | 韓国（仁川）                 | [ 262 ]          |
| 2024年 | 7月28日        | KCON LA 2024                                                         | アメリカ（ロサンゼルス）     | [ 263 ]          |
| 2024年 | 7月31日        | UTO FEST 2024 in YOKOHAMA                                            | 日本（横浜）                 | [ 264 ]          |
| 2024年 | 10月12日       | SBS INKIGAYO LIVE in TOKYO 2024                                      | 日本（埼玉）                 | [ 265 ]          |
| 2024年 | 12月20日       | KBS歌謡祭                                                            | 韓国（高陽市）               | [ 266 ]          |
| 2024年 | 12月25日       | SBS歌謡大祭典                                                        | 韓国（仁川）                 | [ 267 ]          |
| 2024年 | 12月27日       | 2024 Asia Artist Awards                                              | タイ（バンコク）             | [ 268 ]          |
| 2024年 | 12月31日       | MBC歌謡大祭典                                                        | 韓国（ソウル）               | [ 269 ]          |
| 2025年 | 1月11日・12日  | SMTOWN LIVE 2025 in SEOUL                                            | 韓国（ソウル）               | [ 270 ]          |
| 2025年 | 5月9日         | SMTOWN LIVE 2025 in MEXICO CITY                                      | メキシコ（メキシコシティ）   |                  |
| 2025年 | 6月28日        | SMTOWN LIVE 2025 in LONDON                                           | イギリス（ロンドン）         | [ 271 ]          |
| 2025年 | 8月9日・10日   | SMTOWN LIVE 2025 in TOKYO                                            | 日本（東京）                 | [ 272 ]          |

## 受賞歴

### 授賞式
| 受賞年 | 内容 |
| ------ | --- |
| 2016年 | - 2016 Asia Artist Awards - 新人賞（歌手部門） - 2016 Mnet Asian Music Awards - 男性新人賞 |
| 2017年 | - 第31回ゴールデンディスクアワード - 新人賞（アルバム部門） - 第26回ソウル歌謡大賞 - 新人賞 - 第6回ガオンチャートミュージックアワード - 新人賞 - 第23回大韓民国芸能芸術賞 - 新人賞 - 第5回音悦Tai Vチャートアワード - 年度最受歓迎新人賞、韓国地域最佳新人 - 第1回Soribada Best K-Music Awards - 新韓流パフォーマンス賞 - 第25回大韓民国文化芸能大賞 - K-POP歌手賞 - 2017 Mnet Asian Music Awards - ニュー・アジア・アーティスト賞            |
| 2018年 | - 第27回ソウル歌謡大賞 - ベストダンス賞 - 第2回Soribada Best K-Music Awards - 本賞 - 第24回大韓民国芸能芸術賞 - グループ歌手賞 - 第5回中韓経営大賞 - アジアライジングスター賞 - 2018 Mnet Asian Music Awards - WORLDWIDE FANS' CHOICE TOP10 - 2018大韓民国大衆音楽賞（KPMA - KOREA POPULAR MUSIC AWARDS）- 本賞 |
| 2019年 | - 第28回ソウル歌謡大賞 - 本賞 - 第33回ゴールデンディスクアワード - 本賞（アルバム部門『Regular-Irregular』） - 第3回Soribada Best K-Music Awards - 本賞、ソーシャル・アーティスト賞 - Indonesian Television Awards 2019 - 特別賞 - 2019大韓民国大衆文化芸術賞 - 文化体育観光部長官表彰 |
| 2020年 | - 第2回ニューシス2020韓流エキスポ - 国会文化体育観光委員会委員長賞 - 第4回テン・アジア トップテンアワード - ベトナム1位、総合1位 - 第20回SCTVアワード - ヤング&プロミシング・インターナショナル・アーティスト賞 - 第1回APAN MUSIC AWARDS - TOP 10、今年のアーティスト賞 - 2020 Asia Artist Awards - ベストアーティスト賞 |
| 2021年 | - 第35回ゴールデンディスクアワード - 本賞（アルバム部門『Neo Zone』）、コスモポリタンアーティスト賞 - 第30回ソウル歌謡大賞 - 本賞 - 次世代リーダー100（文化芸術部門）- 時事ジャーナル - 2021 Asia Artist Awards - 大賞（今年のアルバム部門『Sticker』） - 2021 Mnet Asian Music Awards - WORLDWIDE FANS' CHOICE TOP10 - 第1回Hanteo Music Awards - 初動記録賞 - 第2回亜洲流行音楽大賞 - ベストグループ賞（海外）、今年のアルバムTOP20（海外） |
| 2022年 | - 第36回ゴールデンディスクアワード - 本賞（アルバム部門『Sticker』） - 第31回ソウル歌謡大賞 - 大賞、本賞 - 第11回ガオンチャートミュージックアワード - 今年の歌手賞（アルバム部門・第4四半期『Sticker』） - 第3回亜洲流行音楽大賞 - 今年のアルバムTOP20（海外）、今年の楽曲TOP20（海外）、PEOPLE'S CHOICE AWARD（海外） |
| 2023年 | - 第37回ゴールデンディスクアワード - 本賞（アルバム部門『2 Baddies』） - Hanteo Music Awards 2023 - 本賞 - ブランド顧客忠誠度大賞 -「男子アイドル」部門 |
| 2024年 | - Hanteo Music Awards 2024 - 本賞 - 2024 Universal Superstar Awards - 大賞（ユニバーサル・スーパースター賞） - 2024 K WORLD DREAM AWARDS - ベストアーティスト賞、本賞、ベストパフォーマンス賞 - 第11回イーデイリー文化大賞 - 大賞（文化体育観光部長官賞）、コンサート部門最優秀作『NEO CITY: THE UNITY』 - 2024 Asia Artist Awards - 大賞（今年のステージ賞）、ベストアーティスト賞                                                           |

### 音楽番組首位
| 年     | 受賞歴 |
| ------ | --- |
| 2017年 | - Cherry Bomb（1冠） - 6月22日：Mnet『M COUNTDOWN』 |
| 2018年 | - TOUCH（1冠） - 3月27日：SBS M『THE SHOW』 - Regular（4冠） - 10月16日・23日：SBS M『THE SHOW』（2週連続） - 10月25日：Mnet『M COUNTDOWN』 - 10月26日：KBS2『ミュージックバンク』 |
| 2019年 | - Superhuman（2冠） - 6月11日：KBS2『ミュージックバンク』 - 6月12日：MBC M『SHOW CHAMPION』 |
| 2020年 | - Kick It（1冠） - 3月27日：KBS2『ミュージックバンク』 - Punch（4冠） - 5月28日・6月4日：Mnet『M COUNTDOWN』（2週連続） - 5月29日：KBS2『ミュージックバンク』 - 5月30日：MBC『ショー!音楽中心』 |
| 2021年 | - Sticker（10冠） - 9月23日・30日・10月7日：Mnet『M COUNTDOWN』（3週連続） - 9月24日・10月1日：KBS2『ミュージックバンク』（2週連続） - 9月25日・10月2日：MBC『ショー!音楽中心』（2週連続） - 9月28日・10月5日：SBS M『THE SHOW』 - 9月29日：MBC M『SHOW CHAMPION』 - 10月3日：SBS『SBS人気歌謡』 - Favorite (Vampire)（3冠） - 11月4日・11日：Mnet『M COUNTDOWN』（2週連続） - 11月6日：MBC『ショー!音楽中心』 |
| 2022年 | - 2 Baddies（2冠） - 9月30日：KBS2『ミュージックバンク』 - 10月1日：MBC『ショー!音楽中心』 |
| 2023年 | - Ay-Yo（3冠） - 2月8日：MBC M『SHOW CHAMPION』 - 2月10日：KBS2『ミュージックバンク』 - 2月11日：MBC『ショー!音楽中心』 - Fact Check（4冠） - 10月11日：Mnet『M COUNTDOWN』 - 10月13日：KBS2『ミュージックバンク』 - 10月14日：MBC『ショー!音楽中心』 - 10月18日：MBC M『SHOW CHAMPION』 |
| 2024年 | - Be There For Me（2冠） - 1月5日・12日：KBS2『ミュージックバンク』（2週連続） - Walk（3冠） - 8月2日・9日：KBS2『ミュージックバンク』（2週連続） - 8月10日：MBC『ショー!音楽中心』 合計：40冠 |